# Henryk Kusyk
Henryk Kusyk ur. 6 stycznia 1936 we wsi Skromowice koło Kocka (obecnie Wola Skromowska), zm. 10 listopada 1988 w Lublinie – polski malarz, absolwent ASP w Krakowie.
W 1957 roku rozpoczął studia na Wydziale Malarstwa Krakowskiej Akademii Sztuk Pięknych. Zarówno podczas pleneru w Paczkowie w 1960, jak i w pracowni pod okiem prof. Przebinowskiego dał się poznać jako twórca olejnych obrazów o charakterystycznej, zgaszonej tonacji barwnej, równocześnie zafascynowany twórczością Tadeusza Makowskiego. W 1963 roku obronił dyplom w pracowni dziekana Wydziału Malarstwa, prof. Adama Siemianowicza. W tym samym roku został członkiem ZPAP.
Po studiach Henryk Kusyk wyjechał do Lublina, z którym związany był przez resztę swojego życia i gdzie namalował większość swoich dzieł.
Odrębną grupę dzieł Henryka Kusyka stanowią ikony. W 1977 roku jego prace, w których widać wyraźny wpływ twórczości Andrieja Rublowa, ale także polskiej tradycji wizerunku Madonny Częstochowskiej, spotkały się z zainteresowaniem w Oslo, a w listopadzie tego samego roku w „Sregel-Gallerie” w Sztokholmie miała miejsce wystawa ikon Kusyka, w tym dyptyków i tryptyków, które spotkały się z przychylną opinią krytyki.
Od 1980 roku działał w Duszpasterstwie Środowisk Twórczych w Lublinie. Z tego okresu pochodzą obrazy o tematyce religijnej i religijno-patriotycznej, np. portrety kardynała Stefana Wyszyńskiego, czy papieża Jana Pawła II podtrzymującego Rzeczpospolitą (kompozycja oparta na konwencji układu figuralnego Święty Piotr – Maryja z ołtarza autorstwa Wita Stwosza). W tym czasie (po 1981) powstały też dwie wersje obrazu „Chrystus wśród ludzi pracy” (inny tytuł: „Chrystus wśród robotników”), przedstawiającego Chrystusa w papieskich szatach, otoczonego przez przedstawicieli różnych zawodów.
Henryk Kusyk był także autorem portretów koni, które uważał za najpiękniejsze ze zwierząt, dlatego brał udział w plenerach malarskich organizowanych w stadninach (m.in. w Łabuniach w 1983 roku, czy we wrześniu 1987, którego to pleneru był komisarzem).
Malował także pejzaże, m.in. Kazimierz Dolny czy Kock, z którego okolicą związany był w dzieciństwie.
Henryk Kusyk zmarł 10 listopada 1988 roku. Pozostawił niedokończone obrazy i szkice. Wiele z jego dzieł znajduje się obecnie w prywatnych kolekcjach w USA, Kanadzie, Wielkiej Brytanii, Belgii, Szwecji i Norwegii.